# 小林古径記念美術館
小林古径記念美術館（こばやしこけいきねんびじゅつかん）は、新潟県上越市の高田城址公園にある、同市出身の日本画家小林古径の作品を展示している個人美術館である。建築家吉田五十八が設計した国の登録有形文化財・旧小林古径邸の敷地内に整備が進められていた。

## 概要

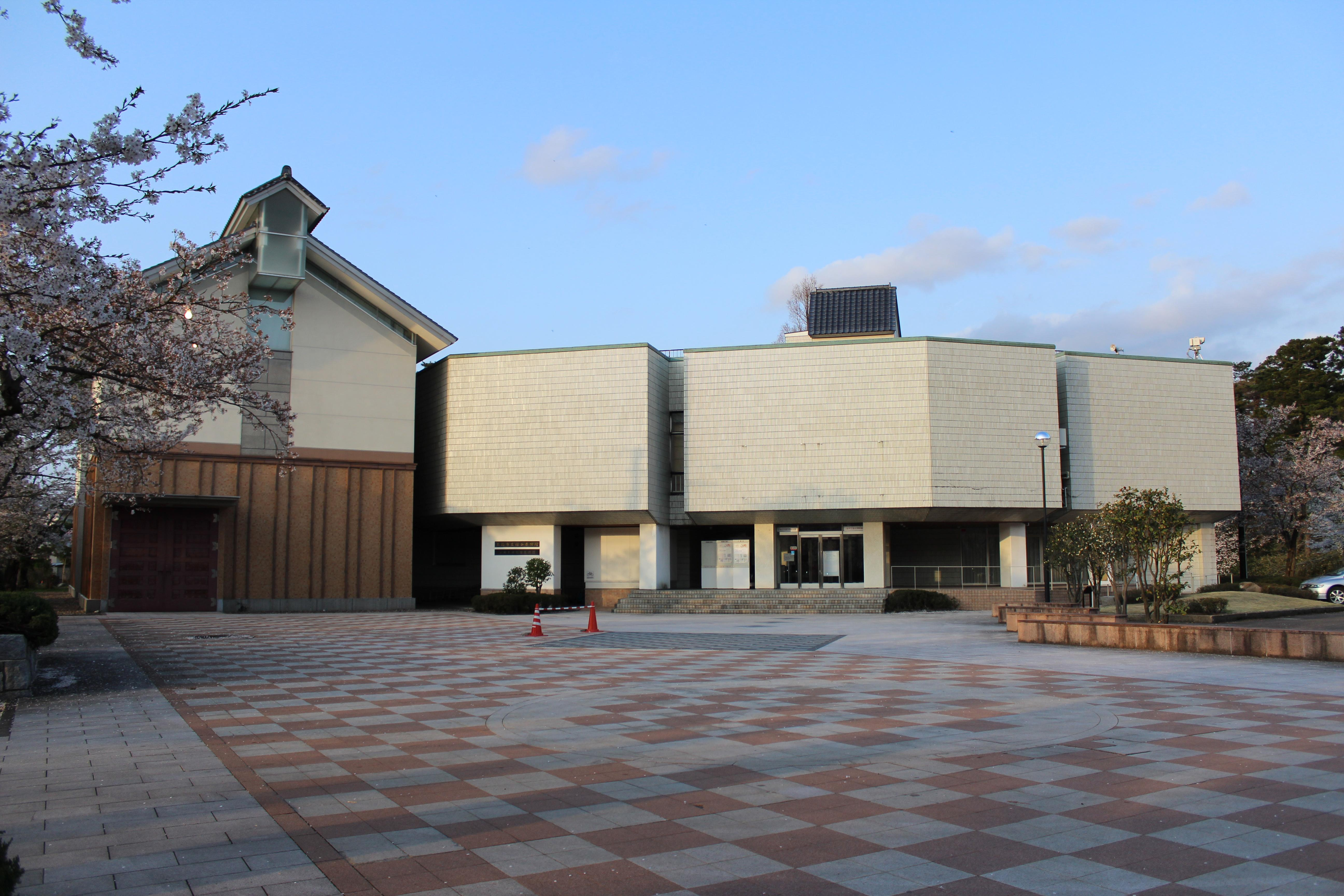
上越市立歴史博物館と共有していた頃の施設

小林古径記念美術館は上越市立総合博物館（現：上越市立歴史博物館）と施設を共有して、2002年（平成14年）に開館した。旧小林古径邸および画室を含めて一体的に運営している。小林古径の初期の作品群すなわち古径芸術の源泉ともいえる写生や画稿、模写などを含めて約1,300点、小林古径のゆかりの品々を収蔵している。これらの収蔵品は、上越市が収集したものおよび上越市内の篤志家の寄贈による約1,100点に加えて、小林古径保存会から250点以上の素描作品、加えて文化勲章をはじめとする古径ゆかりの品々で構成されている。全国の美術館に収蔵されている小林古径作品のデジタル複製画を展示していた。複製画ではあるが代表作をまとめて観覧でき、写生や画稿、模写などから小林古径の画業を知ることができる。
小林古径記念美術館は、施設を共有していた上越市立総合博物館のリニューアル工事にともなって2016年（平成28年）11月から長期休館していたが、旧小林古径邸敷地内への移転の上、小林古径作品や郷土ゆかりの美術作品を展示公開するための展示室等の増築して、2020年10月3日に新築開館した。
なお旧小林古径邸は、2018年（平成30年）6月1日から長期休館していた。

## 主な収蔵品

### 小林古径

#### 本画
- 『少女』1898年（明治31年）頃、絹本着彩。67.8×54.8cm
- 『丘』1951年（昭和26年）第16回清光会展、紙本着彩。50.6×69.4cm
- 『牡丹』1951年（昭和26年）五月会展、紙本着彩。59.8×76.8cm

#### 模写
- 源氏物語絵巻
- 紫式部日記絵詞
- 平治物語絵詞

#### 写生
- エジプトの女王 大正12年（1923年）
- エジプトミイラ女人 大正12年（1923年）

#### 資料
- 前田青邨筆 院葬の辞 昭和32年（1957年）

### その他上越市ゆかりの美術作家の作品
- 川合清《麗》
- 柴田長俊《天境》《雲ながれゆく》
- 牧野虎雄《小春》
- 倉石隆《粉雪が舞う》
- 富岡惣一郎《妙高山》
- 岩野勇三《ゆきずり》
- 齋藤三郎《色絵椿文壺》

## アクセス
当館を含む旧小林古径邸は高田城址公園内にあり、同じく園内に立地する上越市立歴史博物館に隣接している。アクセス方法の詳細は高田城址公園#アクセスを参照。